# Opperlans
Opperlans (oorspronkelijk gespeld als Opperlands) is het beschouwen van het Nederlands, zonder waarde te hechten aan de betekenis van de woorden, maar om genot te onttrekken aan de vorm van de taal of op zijn Opperlans gezegd: "recreataal".
Battus, een van de pseudoniemen van Hugo Brandt Corstius, stelde in 1981 het handboek op voor de Opperlandicus: Opperlandse taal- & letterkunde, dat een vervolg kreeg met Opperlans! Opperlans was volgens hem "Nederlands met vakantie, Nederlands zonder het akelige nut dat aan die taal nu eenmaal kleeft". En over de Opperlander zei hij dat deze de Nederlandse woorden en zinnen niet bekijkt om er wijzer van te worden maar om ervan te genieten.
Hij stelde ook de Opperlandse grondwet op:
Wat kan dat mag, en wat niet kan dat mag helemaal.
Aanvankelijk werd er gesproken over Opperlands, met een "d". Later wijzigde Battus dit in "Opperlans", aangezien hij tot de conclusie was gekomen dat deze "d" zich eigenlijk ten onrechte in de naam van deze "taal" bevond. Deze letter wordt namelijk niet uitgesproken en hoeft dan dus ook niet te worden opgeschreven. Een zoektocht in oude geschriften toont aan dat hij zich met dat weglaten van de "d" in goed gezelschap bevond. Uit verslagen van mensen als Piet Hein en Michiel de Ruyter blijkt dat men in vroeger tijden de vergelijkbare woorden Nederlans en Hollans ook al spelde zonder "d" erin, Koning Willem III liet ooit per brief weten dat de Engelsen een paspoort moesten hebben om te mogen varen op de Middelanse Zee en op 19e-eeuwse bankbiljetten bevond zich de tekst "De Nederlansche Bank betaalt aan toonder...".

## Voorbeelden van Opperlans
- Medeklinkerstapeling – er staan acht medeklinkers naast elkaar; een zeldzaamheid in de Nederlandse taal. Voorbeeld: angstschreeuw met acht medeklinkers en later zelfs nog verbeterd met de woorden slechtstschrijvend en zachtstschrijdend, met negen medeklinkers naast elkaar. Dan nog borsjtsjschranser met tien medeklinkers.
- Klinkerstapeling – een reeks van klinkers naast elkaar. Het langste voorbeeld, volgens de meest recente spellingsregels, is zaaiuien. De voorbeelden koeieuier en papegaaieeieren zijn met de spellingwijziging van 1995 weggevallen, want deze hebben een verplichte tussen-n gekregen.
- Lettergreepstapeling – identieke lettergrepen achter elkaar; voorbeeld: hottentottententententoonstelling en Lekkerkerkerkerkerkerkerker (een kerker onder een erker van een kerk in Lekkerkerk)
- Werkwoordstapeling - een zin met zoveel mogelijk werkwoorden achter elkaar; voorbeeld: "Ik zou jou wel eens hebben willen zien durven blijven staan kijken."
- Porte-manteauwoorden – woorden die ontstaan door zowel de klank als betekenis van twee of meer woorden te mengen; voorbeeld: brunch
- Homograaf – een woord van twee of meer lettergrepen dat op verschillende manieren of met verschillende klemtoon kan worden uitgesproken en daardoor een verschillende betekenis krijgt: kantelen, beken, voorkomen, overdrijven, sponsoren, beamer
- Palindroom, zoals lepel en meetsysteem, en dan vooral de zoektocht naar het langste palindroom
- Overtreffende meervoudstrap zoals: keet, keten, ketens
- Anagrammen
- Lipogrammen – teksten waarin bepaalde letters niet voorkomen
- Isogram – een woord of zin waarin geen enkele letter tweemaal voorkomt
- Pangram – de kortste zin met alle letters van het alfabet
- Basaltwoord – woord met een innerlijke 'tegenstelling', zoals: basalt, Zeeland, plusminus, beweeglijk, onderop, volledig
- Visuele eigenschappen - een woord als 'BID' (in hoofdletters) is verticaal spiegelbaar en als 'bid' (in kleine letters) is horizontaal spiegelbaar.